# Western Star
Pour l'album de Bruce Springsteen, voir Western Stars.
Western Star est une société américaine de construction de camions filiale de Freightliner LLC.

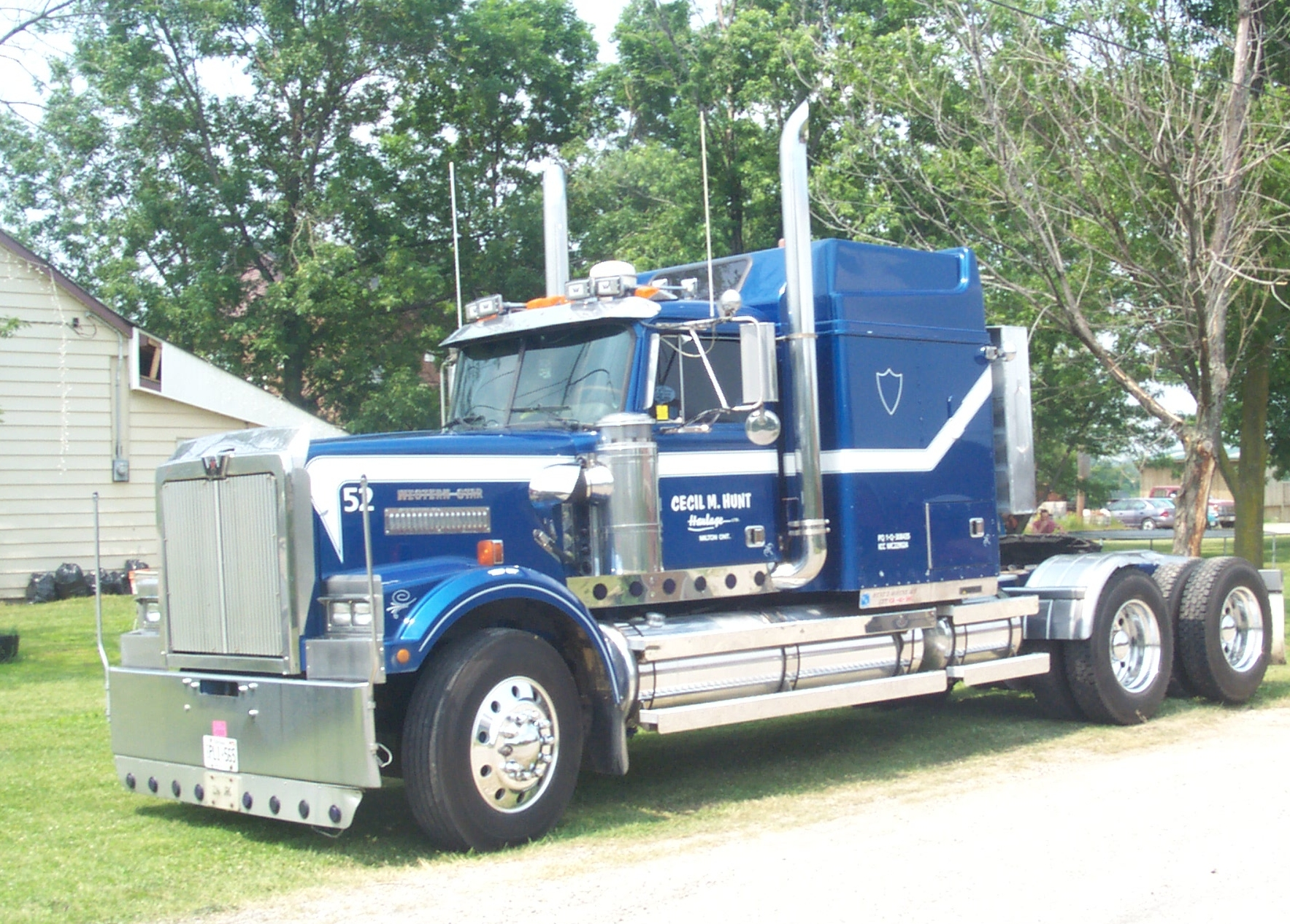
Heritage style Western Star

## Histoire
La société est créée par White Motor en 1967, à Kelowna, en Colombie-Britannique quand la firme décida de lancer un nouveau modèle destiné au marché de la Côte Ouest. Elle acquiert rapidement une réputation de robustesse et de solidité en Amérique du Nord.
En 1975, l'usine inaugure deux nouvelles gammes de camions, un tracteur à cabine avancée nommé 'Road Commander' et un camion à capot dénommé 'Road Boss'.
Lorsque White Motor est repris par Volvo Trucks en 1981, le rachat ne comprend pas Western Star. Ce sont deux compagnies basées à Calgary qui en prennent possession: Nova et Bow Valley. Aussi la firme canadienne produit deux modèles le 4800 en tracteur et le 4900 pour diverses applications comme les chantiers, les remorqueurs, les véhicules de pompier.
En 1990, la firme connait des difficultés, elle est rachetée par l'australien Terrence Peabody. Sous la nouvelle direction, des améliorations considérables sont introduites, ainsi que de nouveaux modèles pour l'exploitation sur et hors route.
En 1992, la firme obtient un contrat pour fabriquer des camions pour l'armée canadienne. En 1995, trois nouvelles gammes sont inaugurées : le 5800, le 5900 et le 6900 en configuration de tracteur.
En 1996, la firme acquiert la société ERF Trucks ainsi qu'Orion Bus Industries. Elle lance alors sa nouvelle série Constellation.
En 1997, l'entreprise inaugure la cabine 'Stratosphere' destinée aux chauffeurs-propriétaires.
En 2000, Western Star revent ERF à la société allemande MAN. Ensuite, ce qui reste de la compagnie est vendu à DaimlerChrysler pour 670 millions de dollars US. Cette liquidation ne comprend pas la division australienne. L'entente permet à Terry Peabody de garder l'usine située au Queensland pour fournir son marché : l'Australie et la Nouvelle-Zélande, sous le nom de Western Star.
En 2002, Freightliner LLC déménage la production canadienne à Portland (Oregon). Western Star offre alors une nouvelle configuration sur sa gamme de camions. Cet ensemble nommé LOW MAX permet d'abaisser les diverses composantes du véhicule et par le fait même le centre de gravité.